# جولييت رايلانس
جولييت رايلانس (بالإنجليزية: Juliet Rylance)‏ (ولدت جولييت فان كامبن؛ 26 يوليو 1979) ممثلة ومنتجة إنجليزية، عرفت بظهورها في فيلم الدرامي أيام وليالي.

## روابط خارجية
- جولييت رايلانس على موقع IMDb (الإنجليزية)
- جولييت رايلانس على موقع قاعدة بيانات الفيلم (الإنجليزية)